# Phiala pretoriana
Phiala pretoriana is een vlinder uit de familie van de Eupterotidae. De wetenschappelijke naam van de soort is voor het eerst voorgesteld door Fritz Ludwig Otto Wichgraf in een publicatie uit 1908.
De spanwijdte bedraagt 51 millimeter.
De soort komt voor in Zimbabwe, Botswana en Zuid-Afrika.